# Napisy na brązach

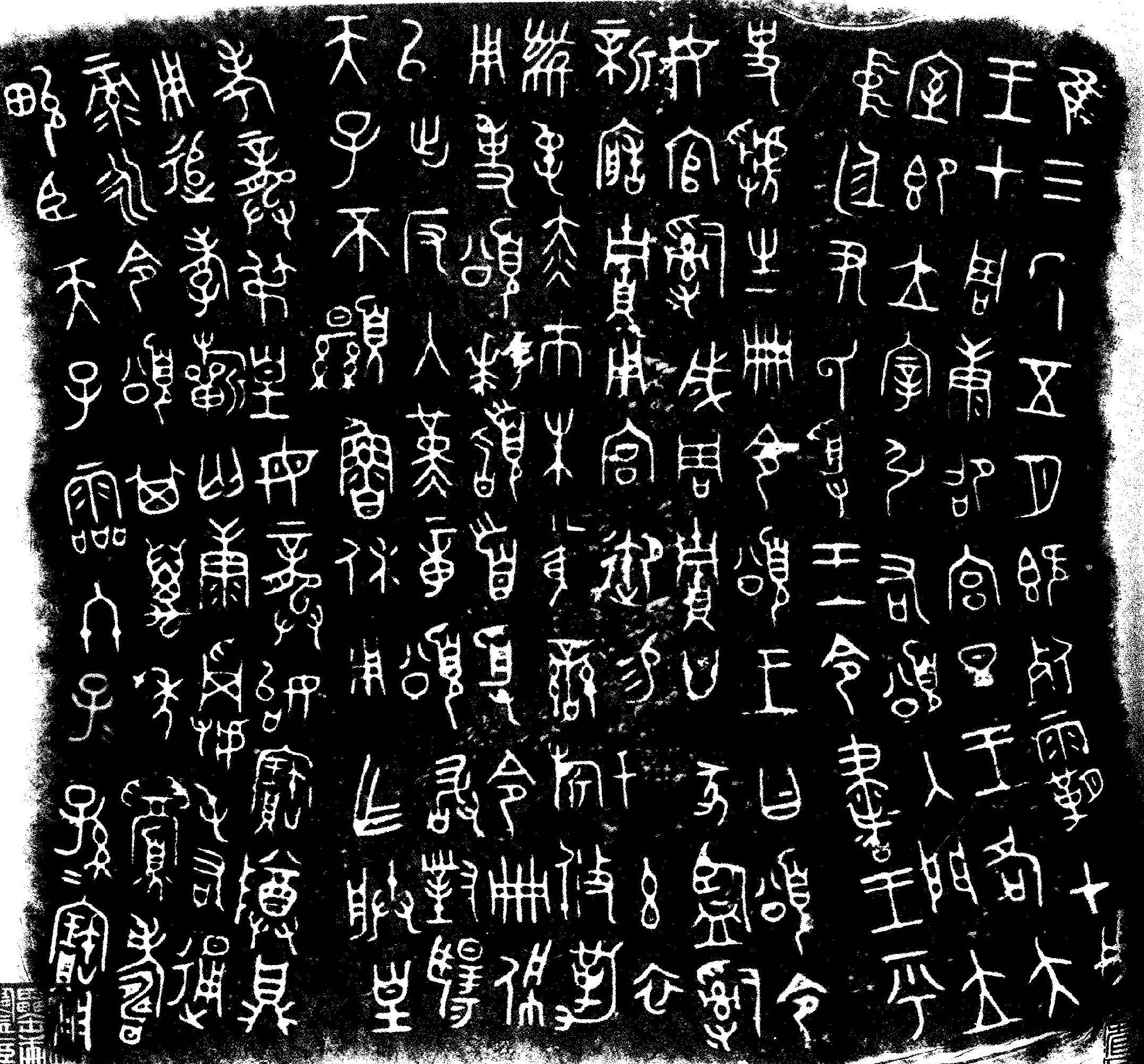
Napis na trójnogu ding (鼎)

Napisy na brązach – druga po inskrypcjach wróżebnych najstarsza forma pisma chińskiego. Najwcześniejsze rytualne naczynia z napisami pochodzą z epoki Shang, z XIII w. p.n.e.; najdoskonalsze wytapiano za czasów dynastii Zhou (1022 – 256 p.n.e.). W porównaniu z dzisiejszym pismem, znaki na brązach mają bardziej nieregularne kształty i różnią się między sobą rozmiarem.
Do wykonywania niektórych inskrypcji na brązach Chińczycy już w VII w. p.n.e. używali gotowych form z poszczególnymi znakami, występującymi w grupach lub pojedynczo, szczególnie przy wytopie metodą wosku traconego. Użycie form było innowacją zapowiadającą o wieki późniejszy chiński wynalazek ruchomej czcionki drukarskiej (por. Bi Sheng).
Napisy pełniły funkcje rytualne, wotywne (por. kult przodków), upamiętniały wydarzenia historyczne (m.in. zwycięstwa wojenne), uwieczniano na nich postanowienia władców. Napisy ming (銘文) służyły z kolei opiewaniu zalet i cnót przodków (por. kult przodków), miały służyć przekazaniu pamięci o nich następnym pokoleniom. Ogólnie rzecz biorąc, napisy odzwierciedlały życie ówczesnej chińskiej arystokracji.

## Znaczenie w chińskiej kulturze
Wraz z upadkiem dynastii Zhou, sztuka odlewu brązów uległa degradacji. Już z okresu dynastii Han (II w. p.n.e. – II w. n.e.) pochodzą wzmianki o naczyniach z brązu odnajdowanych w ruinach, grobowcach itd. Ponieważ antyczne pismo stało się niezrozumiałe, przedmioty otaczano czcią jako wyrób mitycznych bohaterów przeszłości, a znalezienie naczynia uważano za dobry omen.
W okresie dynastii Song (960-1279) rozpoczęto specjalistyczne studia nad znalezionymi naczyniami i napisami. Tą tematyką interesował się poeta i historyk Ouyang Xiu. W okresach Ming i Qing kolekcjonowanie naczyń stało się na tyle modne, że rozpoczęto masową produkcję podróbek.
Dziś naczynia uważane są za symbol świetności antycznej cywilizacji chińskiej.